# 3112 Velimir
3112 Velimir (1977 QC5) là một tiểu hành tinh vành đai chính được phát hiện ngày 22 tháng 8 năm 1977 bởi N. Chernykh ở Nauchnyj. Tênd after Russian avant-garde poet Velimir Khlebnikov.